# Ivan Merz
Pour les articles homonymes, voir Merz.
Ivan Merz, né le 16 décembre 1896 à Banja Luka (aujourd'hui en Bosnie-Herzégovine) et mort le 10 mai 1928, est un intellectuel croate germanophone et pionnier de l'Action catholique en Croatie. Il fut béatifié à Banja Luka même  (aujourd'hui en Bosnie serbe) par le pape Jean-Paul II, le dimanche 22 juin 2003, lors de sa visite pastorale en Bosnie-Herzégovine.

## Biographie
Après de bonnes études secondaires, Ivan Merz passe trois mois à l'académie militaire de Vienne avant d'entreprendre des études universitaires. La Première Guerre mondiale les interrompt immédiatement. Il connaît les affres du front de l'Est.
La guerre terminée, Ivan Merz reprend des études de philosophie à Vienne en 1919-20, puis réside deux ans en France – jusqu'en 1922 – pour étudier les Lettres à la Sorbonne et à l’Institut catholique de Paris. En 1923, il soutient, à Zagreb, une thèse de littérature sur L'influence de la liturgie sur les écrivains français (Publié en 2005 par les éditions du Cerf). De Paris, il écrit à sa mère : « La foi catholique est l'appel de ma vie ».
Revenu dans son pays, il enseigne la littérature et le français. Il approfondit également la théologie, s'intéressant aux documents du magistère ecclésial, tout en étant actif dans la promotion du mouvement liturgique en Croatie. Il est aussi un pionnier de l'Action catholique selon les directives du pape Pie XI, créant un mouvement pour les jeunes qu'il anime jusqu'à sa mort : « L’Union croate des Aigles », inspiré de la « Croisade eucharistique » (aujourd'hui: Mouvement eucharistique des jeunes) qu'il avait connu lors de son séjour en France.

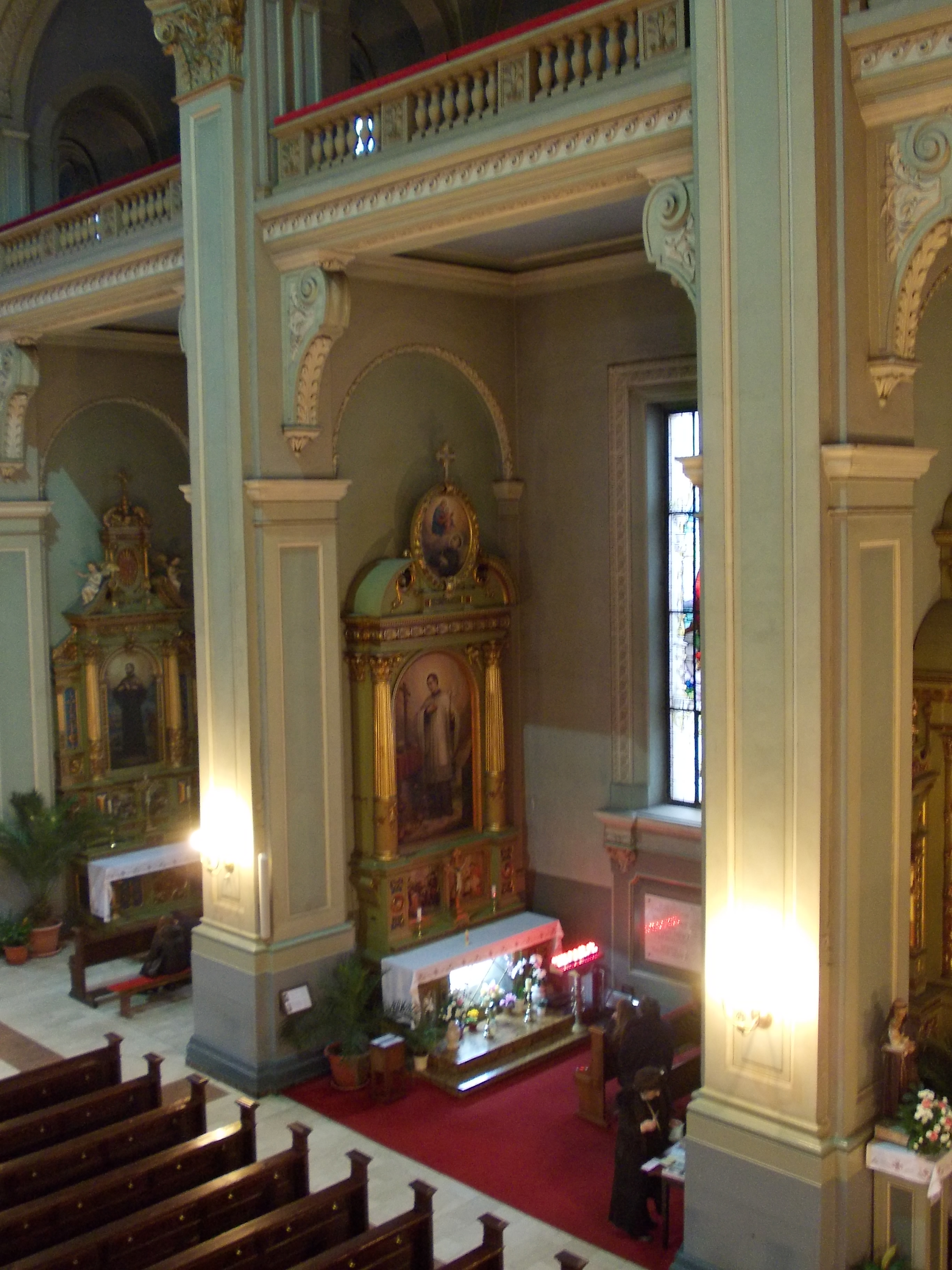
Chapelle avec les reliques du Bx Ivan Merz, basilique du Sacré-Cœur, Zagreb.

Fréquentant assidument la basilique du Sacré-Cœur de Zagreb pour y prier et assister à la messe, il fait la connaissance du père Vrbanek sous la direction duquel il fait les exercices spirituels de saint Ignace en 1923. Il lui est alors clair qu'il n'est pas appelé à la vie religieuse mais à un engagement laïc au service du Royaume de Dieu. Un autre père l'initie à l'étude privée de la théologie scolastique.
Il meurt peu avant ses 32 ans, victime d'une inflammation chronique de la cavité maxillaire dont il souffrait depuis sa jeunesse. En 1977, son corps fut solennellement transféré du cimetière dans la basilique du Sacré-Cœur, église principale des jésuites de Zagreb.
Moins de deux semaines après sa mort, le quotidien français La Croix concluait un portrait du jeune professeur par ces mots : « Cette mort prématurée a brisé de grands espoirs, mais il reste aux catholiques yougoslaves une consolation : c’est que M. Merz est mort comme un saint après avoir vécu comme un saint ».

## Citation
«  Grâce à la liturgie, tout catholique devient grand et universel, il laisse de côté ses intérêts personnels et commence à avoir les mêmes sentiments que l’Église… C’est sur la base de la liturgie que le chrétien s’éduque. On peut dire que la liturgie est une pédagogie au sens propre du terme, car, grâce à elle, un croyant peut vivre toutes les phases de la vie du Christ.
 »

## Œuvre principale
- L'Influence de la liturgie sur les écrivains français de 1700 à 1923, éditions du Cerf, 2005